# América Dourada (kommun)
América Dourada är en kommun i Brasilien.   Den ligger i delstaten Bahia, i den östra delen av landet, 800 km nordost om huvudstaden Brasília. Antalet invånare är 15 952.
Följande samhällen finns i América Dourada:
- América Dourada

Omgivningarna runt América Dourada är huvudsakligen savann. Runt América Dourada är det glesbefolkat, med 11 invånare per kvadratkilometer.